# Логор Стајићево
Логор Стајићево је био пољопривредно газдинство у Стајићеву код Зрењанина где су српске власти држале хрватске ратне заробљенике и цивиле. Логор је такође деловао као транзитни објекат где су затвореници одвођени пре пресељења у логор Сремска Митровица. Појединачни извештаји говоре да је тамо држано 1500 људи. Док Хашки трибунал наводи цифру од 1700 заробљеника.
Логор је наведен у случају Хашког трибунала против тадашњег председника Србије Слободана Милошевића. Логор се такође наводи у оптужници против Горана Хаџића.

## Услови
Бивши затвореници у логору пријавили су да су их тукли, а најмање један је тврдио да су га стражари ударили струјом. Према извештајима, у кампу је била активна и паравојна јединица Бели орао.
Према извештајима, старост притвореника била је од 8 до 80 година. У логору је убијено најмање 17 људи. Услови у логору су углавном били лоши: људи су морали да спавају на бетонском поду у новембру првог дана у кампу, али су касније добили ћебе. У првих 10 дана добијали су само два оброка дневно, углавном чај и хлеб са сиром. На салашу такође није било тоалета, па су заточеници морали да врше нужду на поду. После 10 дана, у логору су коначно додани нужници. После пет дана дали су им воду да се оперу.
Заробљеници су размењени у јануару 1992. године, након што су у логору провели више од три месеца.